# سان کی (بازیکن فوتبال)
سان کی (انگلیسی: Sun Ke؛ زادهٔ ۲۶ اوت ۱۹۸۹) یک بازیکن فوتبال اهل جمهوری خلق چین است.
وی همچنین در تیم ملی فوتبال چین بازی کرده‌است.